# Luka Mezgec
Luka Mezgec (Kranj, 27 juni 1988) is een Sloveens wegwielrenner en voormalig mountainbiker die sinds 2016 rijdt voor het vanaf 2021 geheten Team BikeExchange.

## Carrière
De grootste prestatie van Mezgec was zijn ritzege in de Ronde van Italië in 2014. Van 2013 tot 2015 kwam hij uit voor Team Argos-Shimano en de opvolger, Team Giant-Alpecin. Voorheen reed hij in zijn thuisland voor Zheroquadro Radenska en Sava. In 2016 vertrok Mezgec naar de Australische ploeg Orica GreenEDGE, waar hij vooral dienstdeed als lead-out voor Caleb Ewan. In 2017 werd hij voor de eerste maal Sloveens kampioen op de weg. In ditzelfde jaar werd hij ook nog Sloveens kampioen mountainbiken en veldrijden. In 2019 won hij na vijf jaar zonder een World-Tour overwinning te zitten, twee etappes in de betreurde Ronde van Polen.

## Overwinningen
2010
Eindklassement Coupe des Nations Ville Saguenay
2011
2e etappe Istrian Spring Trophy
Memoriał Henryka Łasaka
2012
5e etappe Vijf Ringen van Moskou
Puntenklassement Vijf Ringen van Moskou
2e, 4e, 6e, 11e en 13e etappe Ronde van het Qinghaimeer
Puntenklassement Ronde van het Qinghaimeer
2013
5e etappe Ronde van Peking
2014
Handzame Classic
1e, 2e en 5e etappe Ronde van Catalonië
21e etappe Ronde van Italië
1e etappe Ronde van Peking
2015
2e etappe Ronde van de Haut-Var
2017
2e etappe Ronde van Slovenië
 Sloveens kampioen op de weg, Elite
Veenendaal-Veenendaal Classic
2019
2e etappe Ronde van Slovenië
 Puntenklassement Ronde van Slovenië
2e en 5e etappe Ronde van Polen
2020
 Puntenklassement Ronde van Polen

## Resultaten in voornaamste wedstrijden
| Jaar | Ronde van Italië | Ronde van Frankrijk | Ronde van Spanje |
| ---- | ---------------- | ------------------- | ---------------- |
| 2012 |                  |                     |                  |
| 2013 | 123e             |                     |                  |
| 2014 | 136e (1)         |                     |                  |
| 2015 | 138e             |                     | 108e             |
| 2016 | opgave           |                     |                  |
| 2017 | 107e             |                     |                  |
| 2018 |                  |                     | 141e             |
| 2019 |                  |                     | opgave           |
| 2020 |                  | 88e                 |                  |
| 2021 |                  | 102e                | 109e             |
| 2022 |                  | 101e                |                  |
| 2023 |                  | 112e                |                  |
| 2024 | opgave           | 116e                |                  |
| 2025 |                  | 152e                |                  |

| Jaar | Milaan-San Remo | Gent-Wevelgem | Ronde van Vlaanderen | Parijs-Roubaix | Amstel Gold Race | Handzame Classic | E3 Harelbeke | Bretagne Classic |  | WK op de weg |  | Wereldranglijsten |
| ---- | --------------- | ------------- | -------------------- | -------------- | ---------------- | ---------------- | ------------ | ---------------- |  | ------------ |  | ----------------- |
| 2012 |                 |               |                      |                |                  |                  |              |                  |  | opgave       |  |                   |
| 2013 |                 |               |                      |                |                  | 7e               | 42e          |                  |  |              |  | 105e (UWT)        |
| 2014 |                 |               |                      |                |                  | ↑                |              | 19e              |  | opgave       |  | 83e (UWT)         |
| 2015 |                 |               |                      |                |                  |                  |              |                  |  | 48e          |  | 146e (UWT)        |
| 2016 | 157e            | 12e           | 36e                  | 119e           |                  |                  | opgave       | 55e              |  | opgave       |  | 179e (UWT)        |
| 2017 | 16e             | 26e           | opgave               | 67e            |                  |                  | opgave       | 15e              |  | 92e          |  | 187e (UWT)        |
| 2018 |                 | 23e           | 84e                  | opgave         |                  |                  | 18e          |                  |  |              |  | 183e (UWT)        |
| 2019 | 25e             | opgave        | 95e                  | opgave         |                  |                  | opgave       |                  |  |              |  | 65e (UWR)         |
| 2020 |                 | 65e           | 23e                  |                |                  |                  |              | ↑                |  | opgave       |  | 63e (UWR)         |
| 2021 | 49e             | opgave        | opgave               |                | 97e              |                  |              |                  |  | 30e          |  |                   |
| 2022 | 33e             | 13e           |                      | opgave         | opgave           |                  | 63e          |                  |  |              |  |                   |
| 2023 | 23e             | 86e           | opgave               |                |                  |                  | 73e          |                  |  | opgave       |  |                   |
| 2024 |                 | opgave        | opgave               |                |                  | 19e              |              |                  |  | opgave       |  |                   |
| 2025 |                 |               |                      | opgave         |                  |                  |              |                  |  |              |  |                   |

### Resultaten in kleinere rondes
| Jaar | UAE Tour | Tirreno-Adriatico | Ronde van Catalonië | Ronde van Slovenië | Ronde van Polen |
| ---- | -------- | ----------------- | ------------------- | ------------------ | --------------- |
| 2012 |          |                   |                     | 35e                |                 |
| 2013 |          |                   |                     |                    | 95e             |
| 2014 |          |                   | opgave (3)          |                    | opgave          |
| 2015 | 66e      | opgave            | 107e                |                    | 92e             |
| 2016 |          | 146e              |                     |                    | opgave          |
| 2017 | 115e     | 111e              |                     | 41e (1)            | opgave          |
| 2018 | 67e      | 92e               |                     | 32e                | opgave          |
| 2019 | 72e      |                   |                     | 29e (1)            | opgave (2)      |
| 2020 | 88e      |                   |                     |                    | 56e             |
| 2021 | 89e      | 86e               |                     |                    |                 |
| 2022 | 89e      |                   |                     | 21e                |                 |
| 2023 | 95e      | 119e              |                     | 51e                |                 |
| 2024 | 78e      |                   |                     |                    |                 |

## Ploegen
- 2009 –  MBK Orbea
- 2010 –  Zheroquadro Radenska
- 2011 –  Sava
- 2012 –  Sava
- 2013 –  Team Argos-Shimano
- 2014 –  Team Giant-Shimano
- 2015 –  Team Giant-Alpecin
- 2016 –  Orica-BikeExchange [a]
- 2017 –  Orica-Scott
- 2018 –  Mitchelton-Scott
- 2019 –  Mitchelton-Scott
- 2020 –  Mitchelton-Scott
- 2021 –  Team BikeExchange
- 2022 –  Team BikeExchange Jayco
- 2023 –  Team BikeExchange-Jayco
- 2024 –  Team Jayco AlUla
- 2025 –  Team Jayco AlUla

Wielerploegen van Luka Mezgec
Ahlstrand ·
Arndt ·
Barguil · 
Clarke ·
Curvers ·
Damuseau ·
De Backer ·
Degenkolb ·
Dumoulin ·
Fröhlinger ·
Geschke ·
Gretsch ·
Huguet ·
Hupond ·
Janse van Rensburg · 
Ji · 
Kittel ·
de Kort ·
Ludvigsson ·
Mezgec ·
Parisien ·
Peterson ·
Preidler ·
Sinkeldam ·
Sprick ·
Stamsnijder ·
Timmer · 
Veelers · 
Xing ·
Holler (stagiair) · 
Jauregui (stagiair) · 
Olsson (stagiair)
Ahlstrand · Arndt · Barguil · Bulgaç · Craddock · Curvers · Damuseau · De Backer · De Kort · Degenkolb · Devenyns · Dumoulin · Fröhlinger · Geschke · Haga · Hupond · Janse van Rensburg · Ji · Kittel · Loh · T. Ludvigsson · Mezgec · Olivier · Peterson · Preidler · Sinkeldam · Sprick · Stamsnijder · Timmer · Veelers · Lammertink (stagiair) · F. Ludvigsson (stagiair) 
Arndt · Barguil · Craddock · Curvers · De Backer · De Kort · Degenkolb · Dumoulin · Fairly · Fröhlinger · Geschke · Haga · Hupond · Ji · Jones · Kittel · F. Ludvigsson · T. Ludvigsson · Mezgec · Olivier · Preidler · Sinkeldam · Stamsnijder · Timmer · Van der Haar · Veelers · Waeytens · Walscheid (stagiair)
Albasini · Bewley · Chaves · Cheung · Cort · Docker · Durbridge · Edmondson · Ewan · Gerrans · Haig · Hayman · Hepburn · Howson · Impey · Juul-Jensen · Keukeleire · Matthews · Meier · Mezgec · Plaza · Power · Tuft · Txurruka · Verona · A.Yates · S.Yates · Schultz (stagiair)
Albasini · Bewley · Chaves · Cheung · Cort · Docker · Durbridge · Edmondson · Ewan · Gerrans · Haig · Hayman · Hepburn · Howson · Impey · Juul-Jensen · Keukeleire · Kluge · Kreuziger · Mezgec · Plaza · Power · Tuft · Verona · A. Yates · S. Yates
Albasini · Bauer · Bewley · Chaves · Durbridge · Edmondson · Ewan · Haig · Hamilton · Hayman · Hepburn · Howson · Impey · Juul-Jensen · Kluge · Kreuziger · Meyer · Mezgec · Nieve · Power · Trentin  · Tuft · Verona · A. Yates · S. Yates
Affini · Albasini · Bauer · Bewley · Bookwalter · Chaves · Durbridge · Edmondson · Grmay · Haig · Hamilton · Hayman · Hepburn · Howson · Impey · Juul-Jensen · Meyer · Mezgec · Nieve · Schultz · Scotson · Smith · Stannard · Trentin  · A. Yates · S. Yates
Affini · Albasini · Bauer · Bewley · Bookwalter · Chaves · Durbridge · Edmondson · Grmay · Groves · Haig · Hamilton · Hepburn · Howson · Impey · Juul-Jensen · Konysjev · Meyer · Mezgec · Nieve · Peák · Schultz · Scotson · Smith · Stannard · A. Yates · S. Yates · Zejts
Bauer · Bewley · Bookwalter · Chaves · Colleoni · Durbridge · Edmondson · Grmay · Groves · Hamilton · Hepburn · Howson · Jansen · Juul-Jensen · Kangert · Konysjev · Matthews · Meyer · Mezgec · Nieve · Peák · Schultz · Scotson · Smith · Stannard · Yates · Zejts · Choon (stagiair) · O'Brien (stagiair)
Balmer · Bauer · Bewley · Colleoni · Craddock · Durbridge · Edmondson · Grmay · Groenewegen · Groves · Hamilton · Hepburn · Howson · Jansen · Juul-Jensen · Kangert · Konysjev  · Maas · Matthews · Meyer · Mezgec · O'Brien · Peña · Reinders (vanaf 23/8) · Schultz · Scotson · Smith · Sobrero · Stewart · Yates · Bogusławski (stagiair) · De Pretto (stagiair) · Foldager (stagiair)
Balmer · Berhe · Colleoni · Craddock · De Marchi · Dunbar · Durbridge · Engelhardt · Grmay · Groenewegen · Hamilton · Harper · Hepburn · Jansen · Juul-Jensen · Maas · Matthews · Mezgec · O'Brien · Peña · Porter · Pöstlberger · Quick · Reinders · Scotson · Sobrero · Stewart · Štybar · Yates · Zana · Jørgensen (stagiair) · McKenzie (stagiair)
Berhe · Craddock · De Marchi · De Pretto · Dunbar · Durbridge · Engelhardt · Ewan · Foldager · Groenewegen · Hamilton · Harper · Hepburn · Jansen · Juul-Jensen · Maas · Matthews · Mezgec · O'Brien · Peña · Plapp · Porter · Quick · Reinders · Schmid · Scotson · Stewart · Walscheid · Yates · Zana